# Foxfire
Foxfire é um filme norte-americano de 1996, do gênero drama, dirigido por Annette Haywood-Carter.

## Elenco
- Hedy Burress - Madeline "Maddy" Wirtz
- Angelina Jolie - Margret Sadovsky
- Jenny Lewis - Rita Faldes
- Jenny Shimizu - Goldie Goldman
- Sarah Rosenberg - Violet Kahn
- Peter Facinelli - Ethan Bixby
- Dash Mihok - Dana Taylor
- Michelle Brookhurst - Cindy
- Elden Henson - Bobby
- Cathy Moriarty - Matha Wirtz
- Richard Beymer - Sr. Parks
- Fran Bennett - Juiz Holifield
- John Diehl - Sr. Buttinger
- Chris Mulkey - Dan Goldman
- Jay Acovone - Chuck